# 費多西伊夫卡 (弗倫濟夫卡區)
47°31′18″N 29°46′27″E / 47.52167°N 29.77417°E
費多西伊夫卡（烏克蘭語：Федосіївка）是位於烏克蘭西南部的村莊，由敖德萨州羅茲季利納區的扎哈里夫卡市鎮負責管轄。該村始建於1857年，面積0.54平方公里，海拔高度202米，2001年人口74，人口密度每平方公里137.04人。